# SV Fraulautern
Der SV Fraulautern (offiziell: Sportverein 09 Saarlouis-Fraulautern e. V.) ist ein Sportverein in Fraulautern einem Stadtteil von Saarlouis im Saarland. Die Fußballabteilung spielte viele Jahre in der Amateurliga Saarland.

## Geschichte

### Fußball

#### Anfänge und Jahre in der Amateurliga Saarland
Seit der Vereinsgründung 1909 existiert auch eine Fußballabteilung. Zur ersten Saison 1951/52 der Amateurliga Saarland konnte die Mannschaft aus der dortigen Bezirksliga aufsteigen. Am Ende der Saison gelang es dann mit dem 12. Platz den Klassenerhalt zu schaffen. Die Klasse konnte bis zur Saison 1955/56 gehalten werden, nach dieser Saison ging es bedingt durch den vorletzten Platz wieder zurück in die Bezirksliga. Bedingt durch den sofortigen Wiederaufstieg ging es dann auch zur Saison 1957/58 gleich wieder zurück in die Amateurliga Saarland. In der Saison 1961/62 konnte dann erstmals die Meisterschaft gefeiert werden. Dadurch konnte die Mannschaft an der Aufstiegsrunde zur II. Division Südwest für die Saison II. Division 1962/63#Südwest teilnehmen und erreichte den dritten Platz, was nicht für den Aufstieg qualifizierte. Nach der Saison 1970/71 konnte dann wieder die Meisterschaft gefeiert werden. In der Aufstiegsrunde zur Regionalliga hatte man erneut keinen Erfolg und verblieb somit in der Liga.
Die A-Juniorenmannschaft konnte in der Saison 1971/72 die Endrunde zur deutschen Meisterschaft erreichen. In der Vorrundengruppe Lörrach konnte dort der 3. Platz erreicht werden. Nach der Saison 1973/74 folgte nach vielen Jahren erneut ein Abstieg in die Bezirksliga. Zur Saison 1976/77 konnte wieder der Aufstieg in die Amateurliga Saarland gefeiert werden. Nach Saison 1977/78 wurde die Liga allerdings ihrer Drittklassigkeit beraubt und als viertklassige Verbandsliga weitergeführt. Durch den vorletzten Tabellenplatz konnte die Mannschaft nicht mit in die neue Oberliga Südwest kommen und spielte somit die nächste Saison in der Verbandsliga. Der Verein konnte sich dann noch für die Saison 1989/90 des DFB-Jugend-Kicker-Pokals qualifizieren. In der Gruppe Süd-Südwest scheiterte man dort aber an Wormatia Worms.

#### Von Landesliga bis Kreisliga und wieder zurück
In der Saison 2002/03 spielte der Verein in der Landesliga Südwest. Zur Saison 2003/04 ging es dann in die Bezirksliga West, diese Saison bedeutete dann aber auch als schlussendlich Tabellenletzten mit nur 10 eingefahrenen Punkten gleich den Abstieg. Somit ging es dann aber der Saison 2004/05 in der Kreisliga A Saar weiter. Erst nach der Saison 2007/08 gelang dann wieder der Aufstieg in die Bezirksliga West. Nach der Saison 2010/11 ging dann es als 15. erneut hinunter in die Kreisliga A. In der nächsten Saison kam dann aber auch der direkte Wiederaufstieg. In der Saison 2017/18 konnte dann endlich die Meisterschaft in der Bezirksliga Saarlouis (wie die Liga mittlerweile heißt) gefeiert werden. In der ersten Landesliga West Saison konnte die Mannschaft die Tabelle dann als 13. abschließen. Seit der Saison 2019/20 spielte der Verein aber wieder in der Bezirksliga Saarlouis. 2023 gelang der Aufstieg in die Landesliga West, dem zwei Jahre später der Wiederabstieg in die Bezirksliga folgte.

## Bekannte ehemalige Spieler
- Gerd Paulus: Späterer Spieler u. a. bei Röchling Völklingen und Kickers Offenbach